# Ivan Hirst
Le major Ivan Hirst, né le 4 mars 1916 et mort le 15 mars 2000, est un officier de l’armée britannique qui permit le redressement de la firme automobile allemande Volkswagen.

## Biographie
Ivan Hirst naquit le 4 mars 1916 dans la ville de Saddleworth dans le comté anglais du Yorkshire (aujourd'hui dans le Grand Manchester). Sa famille tenait une manufacture d’horloges et de montres à Odham. Il étudia l’ingénierie optique à l’université de Manchester afin de pouvoir fonder sa propre compagnie de réparation d’instruments optiques.

### Durant la Seconde Guerre mondiale
Ivan Hirst fut incorporé dans le régiment du Duc de Wellington dans les années 1930. Au déclenchement de la guerre, en tant qu’officier du génie, il fut transféré à la Royal Army Ordnance Corps en novembre 1941 et au Royal Electrical and Mechanical Engineers en novembre 1942.
Il s’installa en Allemagne durant l’été 1945 avec son collègue le colonel Charles Radclyffe lorsque l’armée britannique prit le contrôle de la ville de Wolfsburg.
Hirst décida d’utiliser l’usine Volkswagen de la ville pour produire des voitures pour l’armée britannique.
Une grande partie des machines avait survécu aux bombardements, car elles avaient été entreposées dans plusieurs dépendances. Il y restait beaucoup de pièces détachées de Kübelwagen, datant de l’époque où l’usine en produisait 1 000 par mois. Le major constata aussi que les débris des bombardements avaient été rassemblés à certains endroits de façon à exagérer les dégâts ou à cacher les machines-outils les plus récentes, afin de les soustraire aux réquisitions alliées.
Hirst avait pour projet de produire des dérivés de la Kommanderswagen allemande pour les vendre à des exploitations forestières, en France et au Canada. Mais surtout, ce fut lui qui décida de reprendre la production de la Coccinelle, qui devait rencontrer un immense succès et rester pendant longtemps le symbole du miracle économique allemand (Wirtschaftswunder).
Patriote avant tout, le major Hirst tenta d'intéresser des industriels britanniques, lord Rootes (Sunbeam, puis Chrysler Grande-Bretagne), Lord Nuffield (William Morris), patron de Morris, et Leonard Lord (Austin) à la reprise de l'usine. Mais les résultats furent décevants : Lord Rootes se montra uniquement intéressé par la récupération de machines-outils (et faillit faire emmener en Angleterre une vieille machine des années 1920... fraîchement repeinte, la confondant avec une des ultramodernes machines Keller, dont il ne voulait pas croire qu'elles avaient été détruites) et déclara à un Hirst atterré : "Si vous croyez que vous allez pouvoir fabriquer des automobiles dans un endroit pareil, jeune homme, vous êtes un fieffé imbécile !" ("bloody fool" en VO). Les rapports des missions Nuffield et Leonard Lord ne furent pas plus favorables : "Véhicule n'atteignant pas les standards minimum de l'industrie automobile", "voiture bruyante et disgracieuse" ou encore "impossible à produire de façon rentable".
Malgré ces revers, Hirst se révéla un administrateur efficace. Son pragmatisme lui permit de résoudre de nombreux problèmes au cours de la remise en route de l'usine : ainsi, lorsque l'armée britannique lui réclama le retour des chariots élévateurs utilisés pour le transport des carrosseries dans l'usine, il fit réaliser le Plattenwagen, un plateau motorisé sur base de Coccinelle, qui devint par la suite une camionnette plateau, puis le célèbre Combi.
Il dut également ruser avec les comités de dénazification, dont l'action était parfois empreinte de revanches personnelles et professionnelles. Il imposa ainsi une forme de cogestion pragmatique entre employés et direction, qui perdura de nombreuses années après son départ, faisant élire démocratiquement un comité d'entreprise aux pouvoirs étendus dès 1946.
Ivan Hirst quitta Volkswagen en août 1949, quand l'entreprise passa sous le contrôle du gouvernement de l'Allemagne de l'Ouest.

### Après Volkswagen
À la fin de sa vie, Ivan Hirst déclara souvent que son aventure avec Volkswagen n’était due qu’au hasard, et que, s'il ne l’avait pas tentée, quelqu’un d’autre l’aurait fait à sa place.
Il mourut le 15 mars 2000, à l’âge de 84 ans.